# Elecciones generales de San Cristóbal-Nieves-Anguila de 1971
Elecciones generales tuverion lugar en San Cristóbal-Nieves-Anguila el 10 de mayo de 1971. El resultado fue una victoria para el Partido Laborista de San Cristóbal y Nieves, el cual ganó siete de los nueve escaños. La participación fue de 87,9%.

## Resultados
| Partido                                     | Votos | %    | Escaños | +/-   |
| ------------------------------------------- | ----- | ---- | ------- | ----- |
| Partido Laborista de San Cristóbal y Nieves | 7416  | 50,8 | 7       | 0     |
| Movimiento de Acción Popular                | 5397  | 37,0 | 1       | -1    |
| Partido Reformista de Nieves                | 1127  | 7,7  | 1       | Nuevo |
| Movimiento Unido Nacional                   | 647   | 4,4  | 0       | -1    |
| Votos blancos/nulos                         | 526   | –    | –       | –     |
| Total                                       | 15113 | 100  | 9       | -1    |
| Fuente: Nohlen                              |       |      |         |       |